# Eulepidotis glaucopasa
Eulepidotis glaucopasa là một loài bướm đêm trong họ Erebidae.